# Rigoni di Asiago
Rigoni di Asiago est une entreprise familiale italienne de type SARL notamment connue pour sa pâte à tartiner Nocciolata.

## Historique
Lancée en 2008, elle propose des pâtes à tartiner label bio d'arôme chocolat au lait, chocolat, noisette et crunchy. Mais également des confitures.
C'est la deuxième marque de pâte à tartiner la plus vendue en France après Nutella (66% de part de marché).
En 2020, en France, l'entreprise Ferrero, qui commercialise Nutella, assigne Rigoni di Asiago pour «dénigrement et parasitisme» en réaction à une campagne de publicité télévisée, qui ventait les mérites de Nocciolata, produit bio et « sans huile de palme ». En 2024, Ferrero est débouté de sa demande de dommages et intérêts et doit même au contraire, verser une indemnité à son concurrent.